# オレグ・ブロヒン
オレグ・ブロヒン（ウクライナ語: Олег Блохін、ロシア語: Олег Блохин、1952年11月5日 - ）は、ソ連・ウクライナ出身の元サッカー選手、サッカー指導者。ポジションはFW、元サッカーウクライナ代表監督。
名GKレフ・ヤシンと並んでソ連を代表するスタープレイヤー。ソ連の100m走記録を持っていた母親の血を受け継ぎ、その俊足と得点能力からウクライナの矢と呼ばれた。なお、後に同じウクライナ出身FWであるアンドリー・シェフチェンコがこの愛称を受け継いでいる。

## 経歴
ユース時代からディナモ・キーウで育ち、1969年にトップでのキャリアをスタート。名将ヴァレリー・ロバノフスキー監督のもと、8度のソ連リーグ優勝と、2度のUEFAカップ優勝の原動力になる。1972年から4年連続リーグ得点王に輝き、1975年にはフランツ・ベッケンバウアー、ヨハン・クライフを抑え、バロンドール（欧州最優秀選手）を受賞した。ソ連リーグで彼が記録した431試合出場と211得点はともにリーグ記録である。
1990年に現役を引退。引退後は監督としてギリシャのクラブを渡り歩いた。2003年9月にウクライナ代表監督に就任したが、2004年4月13日キエフ郊外で自動車事故に合い病院に運ばれた。
2005年3月、ワールドカップ欧州予選での好成績にもかかわらず、代表監督と政治活動の両立が難しいことを理由にウクライナ代表監督を辞任したが、発表から1週間あまりで続投が決まり、引き続き指揮を執っている。
2006年ドイツW杯決勝トーナメント1回戦ウクライナ対スイス戦のPK戦前に、決着の瞬間を見ることを拒否し、PK戦の采配を選手に丸投げしてロッカー室にこもってしまったというエピソードがある。尚試合はウクライナがPK戦を制した。
2007年、EURO2008の予選敗退の責任を取り、代表監督を辞任した。同年12月14日、FCモスクワの監督に就任。しかし、2008年シーズンは、16チーム中9位で終え、成績不振を理由に解任される。
2011年にウクライナ代表監督に復帰したが、自国開催のEURO2012でグループリーグ敗退に終わり、大会後の2012年9月に退任し、ディナモ・キエフの監督に就任した。

## 政治活動
1998年から2006年までウクライナ最高議会の議員に二度選出された。第3回最高議会ではパーヴェル・ラザレンコの野党「フロマーダ」から出馬し、第4回最高議会ではウクライナ共産党から当選した。

## 所属クラブ
- 1969年 - 1988年  ディナモ・キーウ
- 1988年 - 1989年  フォルヴェルツ・シュタイアー
- 1989年 - 1990年  アリス・リマソール

## 代表歴
- 代表デビュー：1972年7月16日vs フィンランド戦（1-1、1得点）
- 通算：112試合 42得点（共にソ連代表歴代最多記録）

### 出場大会
- 1982年スペインW杯（5試合 1得点）
- 1986年メキシコW杯（2試合 1得点）
- 1972年ミュンヘン（6得点 銅メダル）
- 1976年モントリオール（2得点 銅メダル）

### 試合数
- 国際Aマッチ 112試合 42得点（1972年-1988年）[2]

| ソビエト連邦代表 | 国際Aマッチ | 国際Aマッチ |
| 年               | 出場        | 得点        |
| ---------------- | ----------- | ----------- |
| 1972             | 9           | 8           |
| 1973             | 10          | 1           |
| 1974             | 3           | 0           |
| 1975             | 7           | 2           |
| 1976             | 12          | 4           |
| 1977             | 10          | 4           |
| 1978             | 10          | 6           |
| 1979             | 5           | 1           |
| 1980             | 2           | 1           |
| 1981             | 6           | 5           |
| 1982             | 9           | 2           |
| 1983             | 9           | 5           |
| 1984             | 3           | 1           |
| 1985             | 4           | 0           |
| 1986             | 11          | 2           |
| 1987             | 1           | 0           |
| 1988             | 1           | 0           |
| 通算             | 112         | 42          |

## 監督歴
- 1990年 - 1993年  オリンピアコス
- 1993年 - 1994年  PAOKサロニカ
- 1994年 - 1997年  イオニコス
- 1997年 - 1998年  PAOKサロニカ
- 1998年 - 1999年  AEKアテネ
- 1999年 - 2002年  イオニコス
- 2003年 - 2007年  ウクライナ代表
- 2007年 - 2008年  FCモスクワ
- 2011年 - 2012年  ウクライナ代表
- 2012年 - 2014年  FCディナモ・キーウ

## タイトル

### クラブ
- リーグ優勝：8回
  - 1971, 1974, 1975, 1977, 1980, 1981, 1985, 1986
- カップ優勝：5回
  - 1974, 1978, 1982, 1985, ,1987
- UEFAカップウィナーズ・カップ：2回
  - 1975, 1986
- UEFAスーパーカップ：1回
  - 1975

### 個人
- リーグMVP：3回
  - 1973, 1974, 1975
- リーグ得点王：5回
  - 1972, 1973, 1974, 1975, 1977
- バロンドール：1回
  - 1975
- リーグ通算：431試合 211得点（ソ連歴代最多記録）
- UEFAジュビリーアウォーズ